# 丹治峯均筆記
『丹治峯均筆記』（たんじほうきんひっき）は、立花峯均による宮本武蔵の伝記。

## 内容
熊本の宮本武蔵遺蹟顕彰会編纂による『宮本武蔵』（通称「顕彰会本」、明治42年（1909年））において『丹治峯均筆記』として紹介されて以来、それが通称となり諸書にも引用されてきた。しかし『丹治峯均筆記』という書名の本や写本自体は存在せず、名称の由来は、著者が武蔵伝記の奥書に「兵法五代之門人 丹治峯均入道廓巖翁」と記名していることによる。「丹治峯均（立花峯均）が筆記した文書」という意味である。このような表現となった経緯は不明だが、「顕彰会本」に参照した資料に書名がなかったからと考えられている。
近年、研究家の探索により、峯均の著書で『丹治峯均筆記』として「顕彰会本」に紹介された逸話をすべて収録した（未紹介の逸話が大半を占める）写本が2本確認された。1本は福岡市総合図書館蔵の『武州伝来記』であり、もう1本は熊本の武蔵史料の展示で知られる島田美術館所蔵の『兵法大祖武州玄信公伝来』である。いずれもその内容構成は二天一流開祖新免武蔵の伝記を中心に、「追記」として2代寺尾孫之允、3代柴任三左衛門、4代吉田太郎右衛門までの略伝、そして丹治峯均自身の自伝、さらに「付録」として宮本家の小倉碑文を記録しており一致している。
そのため、熊本の「顕彰会本」はどの写本を参照したのか焦点になるが、前述の2本を参照したならば、その書題を名称にするのが自然であろう。あるいはそれ以外の第3の写本を見たとも考えられるが、現在本来の書題は2本のいずれかであろうと意見が分かれた状況にある。
しかし島田美術館本の現物調査結果では、現在つけられている表紙は近現代に保護のためにつけられたもので、本来あったであろう表紙は失われた写本であることが明らかになっている。また、奥書に宝暦6年（1756年）に『武州伝来記』を写したことが明瞭に書き記されており、書名を『兵法大祖武州玄信公伝来』であったとするにはここを切り崩す確かな論拠が必要である。判断は推量ではなく、現物を詳細に調査し、科学的に判定する必要があろう。